# Niccolò Piccinni
Niccolò Piccinni (Bari, 16 de janeiro de 1728 – Passy, 7 de maio de 1800) foi um compositor clássico Italiano de sinfonias, música sacra, música de câmara e ópera.
Foi um dos mais populares compositores de ópera no seu tempo, especialmente opera buffa napolitana. Historicamente, ele teve a infelicidade de ficar entre as gerações de seus grandes antecessores, como Pergolesi e os grandes compositores que lhe sucederam, incluindo Paisiello e Cimarosa.

## Vida
Piccinni nasceu em Bari, e educado por Leonardo Leo e Francesco Durante, no Conservatório de S. Onofrio, graças à intervenção do bispo de Bari, uma vez que seu pai, embora ele próprio músico, se opõe. A primeira ópera, Le donne dispettose, foi produzida em 1755, e em 1760 ele compôs, em Roma, chef d'œuvre, e La Cecchina, ossia la buona Figliuola, uma ópera buffa com um libreto de Goldoni, executada em Roma e em todas as importantes capitais europeias,provavelmente, a mais popular ópera buffa do século XVIII.
Em 1784 se tornou professor na Royal School of Music, uma das instituições a partir do qual o Conservatório foi formado em 1794. Com a Revolução Francesa, em 1789, retornou a Nápoles, onde foi bem recebido pelo rei Fernando IV, mas após o casamento de sua filha, ele foi acusado de ser revolucionário e colocado sob prisão domiciliária durante quatro anos. Nos próximos nove anos, manteve uma existência precária em Veneza, Nápoles e Roma, mas retornou em 1798 a Paris, onde o público o recebeu com entusiasmo, mas não obteve grandes sucessos. Morreu em Passy, perto de Paris. Durante sua vida, trabalhou com os maiores libretistas do seu tempo, incluindo Metastasio. Após a sua morte um memorial foi criado em Bari.
A mais completa lista das suas obras foi dada na Rivista musicale italiana, produziu mais de oitenta óperas.

## Obras
- Le Donne dispettose (1755)
- Alessandro nell'Indie (1758, Pietro Metastasio, ópera seria)
- La Cecchina, ossia La buona figliuola (1760, Libreto de Carlo Goldoni, ópera buffa)
- L'Olimpiade (1761, Neufassung 1774, P. Metastasio, ópera seria)
- Catone in Utica (1770, P. Metastasio, ópera seria). Wiederaufführung in Mannheim 2007
- Iphigénie en Tauride (1781, tragédie lyrique)

### Ligações
- La buona figliuola (La Cecchina) 1760, libretto score
- Roland (1778), score
- Atys (1780), score
- Iphigénie en Tauride (1781), score
- Didon (1783), score